# Годебский, Циприан

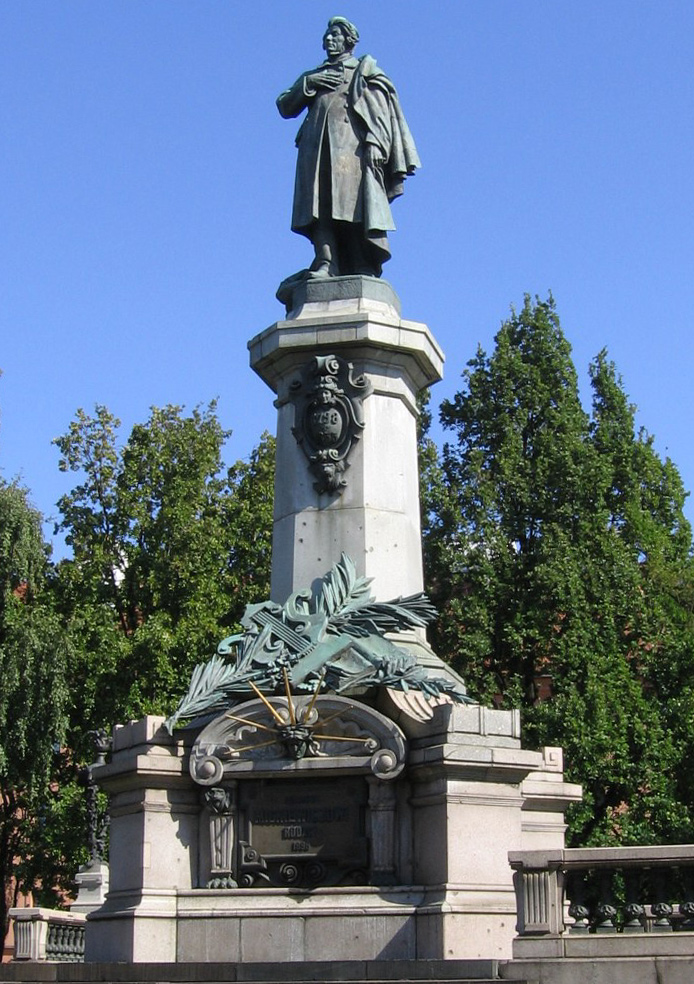
Памятник Адаму Мицкевичу в Варшаве

Циприан (Киприан) Ксаверьевич (Савельевич) Годебский, Серве-Годебский (пол. Cyprian Godebski; 30 октября 1835, Мери-сюр-Шер, недалеко от Ле Бурже — 25 ноября 1909, Париж) — польский скульптор академического направления.

## Биография
Родился в семье польского писателя, историка и публициста, эмигранта Франтишка Ксаверия Годебского. Дед скульптора — тоже Циприан Годебский, был известным поэтом и прозаиком, полковником Войска Польского, комендантом Новогеоргиевской крепости, погибшим в ходе Рашинской битвы с австрийцами.
Учился искусству ваяния в мастерской скульптора Франсуа Жуффруа. Начал самостоятельно работать в Париже. В 1858 году поселился во Львове, затем, в 1861 году, переехал в Вену, а в 1863-м вернулся в Париж.
В дальнейшем работал в России. С 1870 года стал профессором скульптурного класса петербургской Императорской Академии художеств. В 1872 году участвовал в реставрации императорского дворца, оформлял интерьеры дворца в Царском Селе. Затем, в 1875 году, работал в Варшаве.
В 1877 году был избран в члены французской академии изящных искусств, в 1889 году стал офицером ордена Почётного легиона.

## Творчество

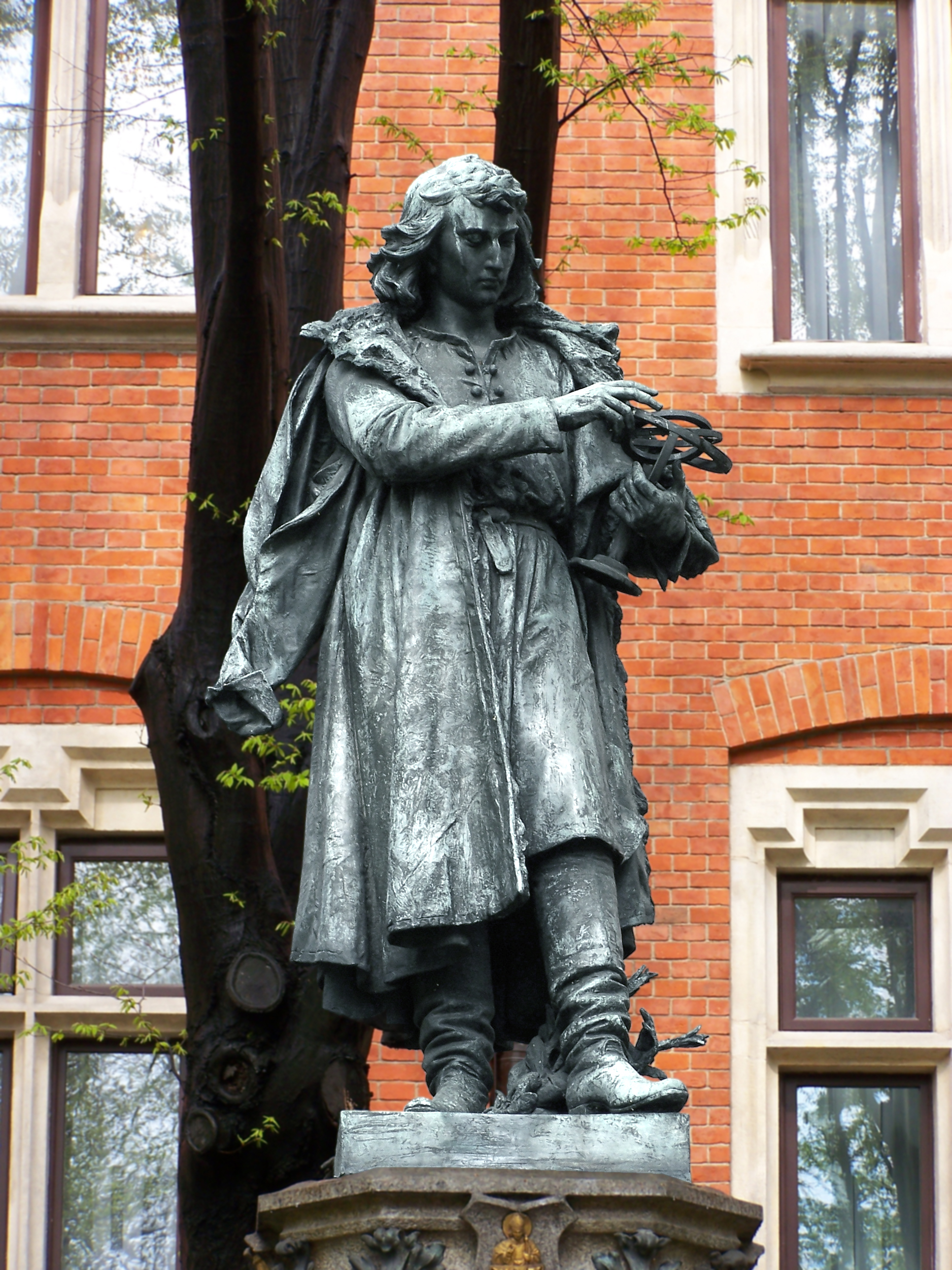
Памятник Копернику в Кракове

Автор аллегорических композиций (в том числе «Гений и грубая сила» (1888), «Мечта о славе» (1894), салонных мифологических скульптур (скульптурная группа «Чувственность и Невинность», более известная как «Сатир и Нимфа» или «Искушение» (1881), и «Просящий Амур» (1882).
Наряду с академическими скульптурами создал ряд памятников великим представителям польской культуры:
- Николаю Копернику (Краков),
- Яну Матейке (Краков),
- Александру Фредро (Краков),
- Адаму Мицкевичу (Варшава; 1898)
- Станиславу Монюшко (Варшава)

Кроме того им созданы:
- памятник Освобождения в столице Перу — г. Лиме (1859—1866),
- скульптура Богоматери с младенцем и моряка, потерпевшего кораблекрушение (Пуэнт-дю-Ра) Бретань (1904).
- большое количество могильных портретов и скульптур (в том числе, надгробие Теофиля Готье на кладбище Монмартр и Гектора Берлиоза на кладбище Пер-Лашез в Париже, Артуру Гротгеру в Доминиканском соборе, Валери Лозинскому на Лычаковском кладбище во Львове) и др.

Среди многочисленных портретных бюстов, выполненных скульптором, выделяются бюсты И. С. Баха, Л. Бетховена, Т. Г. Шевченко и других деятелей искусства, светлейшего князя А. М. Горчакова.
Циприан Годебский пользовался столь большой известностью во всей Европе, что приобрёл в Карраре мраморный карьер, чтобы не иметь проблем с материалом для выполнения многочисленных заказов, в том числе для князя Феликса Юсупова в Санкт-Петербурге.

## Семья
Был дважды женат. Первая жена — Софи Серве, дочь бельгийского виолончелиста и композитора Адриана-Франсуа Серве — умерла при родах дочки Мизии (1872—1950), будущей известной пианистки, покровительнице поэтов, живописцев, музыкантов, хозяйке литературного и музыкального салона, послужившей моделью многих известных художников.
Вторая жена — скульпторша Матильда Розен.
Сын — Циприан Годебский-мл. (1875-1937) — литератор.